# Т. М. Ротшёнберг
Т. М. Ротшёнберг (нем. TM Rotschönberg, настоящее имя — Томас Мюллер, Thomas Müller; р. 1961) — немецкий художник и график, яркокрасочные работы с резким своеобразным в смысле синтетического экспрессионизма.

## Биография
Родился в 1961 году в городе [Карл-Маркс-Штадт (ныне Хемниц).
С самого детства он интенсивно занимался живописью, но также математикой и позднее химией. После получения профессии, службы в армии и получения аттестата зрелости в 1981 году он поступил во Фрайбергский университет на химический факультет. Целый год с ноября 1984 по ноябрь 1985 года его допрашивали почти раз в две недели органы госбезопасности. С 1985 года его картины выставлялись регулярно на собственных выставках и с его участием. Психоанализ, которым он занимается с 1982 года, становится предметом его сильного интереса, что находит выражение на 150 страницах его работы на тему: «Определение здоровой личности и её общественно необходимое поведение с точки зрения психоанализа». В 1988—89 годах он предпринял два дальних путешествия по Советскому Союзу, впечатления которых нашли своё выражение во многих его картинах.
С 1990 года после получения учёной степени после защиты докторской диссертации по органической химии он работает свободным художником и графиком в Сиебенлен (Обергруна). В 1997 году выходит первая книга его живописи. В 1999 году в замке Августусбург было исполнено скомпонированное им оркестровое произведение в рамках проекта ФОРМА-ЦВЕТ-ЖЕСТ (FORM-FARBE-GESTE) с записью на жесткий диск. Кроме того он является гитаристом и на сегодня вместе со своей группой записал 16 жестких дисков музыки, свободно импровизированной между психеделиком и фри-джазом.